# Thomas Griffiths Wainewright
Thomas Griffiths Wainewright (octubre de 1794-17 de agosto de 1847) fue un artista, escritor y criminal inglés, que se cree fue un asesino en serie.

## Primeros años
Wainewright nació en la opulencia de la sociedad literaria londinense en Richmond, Inglaterra; pero se quedó huérfano siendo muy joven. La identidad de su padre no se ha establecido con certeza: pudo haber sido un boticario, aunque lo más probable es que fuera un abogado y que proviniera de una familia que practicaba la abogacía por muchos años. Su madre murió en el parto: se llamaba Ann y era la hija de Ralph Griffiths (1720-1803), el editor por años del Monthly Review. Thomas y su padre vivieron como parte de la familia extendida de su abuelo materno en Linden House en Turnham Green, entonces parte de la periferia rural de Londres.
Griffiths estaba bien conectado en el mundo literario y Thomas debe haberse beneficiado de la sociedad que visitaba la casa donde vivía. Cuando Griffiths escribió su testamento en 1803, su padre ya había muerto y él mismo murió más tarde ese año. El niño quedó bajo el cuidado de su tío materno, George Griffiths. Fue educado a expensas de un pariente lejano, Charles Burney, el director de la academia de Greenwich a la que asistió. Su formación fue muy ventajosa y en su edad adulta se evidenció que la aprovechó.
Posteriormente, Wainewright sirvió como un oficial en un regimiento de caballería.

## Carrera literaria
En 1819, se embarcó en una carrera literaria y comenzó a escribir para The Literary Pocket-Book, Blackwood's Magazine y The Foreign Quarterly Review; sin embargo, está más estrechamente vinculado con The London Magazine, en la cual contribuyó de 1829 a 1823 con críticas de arte y artículos bajo los seudónimos de Janus Weathercock, Egomet Bonmot y Cornelius van Vinkbooms. Su éxito en publicar habría sido ayudado por su famoso abuelo. Wainewright fue amigo de Charles Lamb, quien estimaba sus escritos y en una carta a Bernard Barton lo caracteriza como «el amable y alegre Wainewright». 
Thomas también practicó como artista y tuvo como maestros a los pintores John Linnell y Thomas Phillips. Exhibió su obra en la Royal Academy y realizó ilustraciones para los poemas de William Chamberlayne. De 1821 a 1825, expuso narrativas basadas en literatura y música en la Royal Academy, incluyendo Romance from Undine, Paris in the Chamber of Helen y the Milkmaid's Song. Ninguna de estas obras ha sobrevivido.
En los años 1960, el autor Donald McCormick señaló la posibilidad de que Wainewright fuera un amigo de William Corder, el asesino de María Marten en el asesinato del granero rojo que tuvo lugar en Polstead, Inglaterra, en 1827.

## Matrimonio
El 13 de noviembre de 1817, Wainewright se casó con Eliza Frances Ward. Wainewright había heredado 5250 libras de su abuelo y lo invirtió, con lo cual recibió 200 libras anuales. Tras su matrimonio, Wainright depositó la mayor parte de su herencia en manos de Eliza; sin embargo, su extravagante estilo de vida lo llevó a endeudarse. En dos ocasiones distintas, Wainwright falsificó firmas para recibir mandatos y poder retirar grandes sumas de dinero de la cuenta de su esposa: la primera vez en 1822 y luego en 1824. La segunda vez dejó la cuenta vacía.
En 1828, los Wainewright estaban en dificultades financieras y se vieron forzados a mudarse con un tío anciano, George Edward Griffiths. Pronto, este murió y dejó su casa y una pequeña herencia monetaria a su sobrino Thomas. En 1830, la señora Abercromby se convenció de favorecer en su testamento a Eliza, su hija del primer matrimonio, en lugar de a sus hijas del segundo. La suegra de Wainewright falleció pocos días después. Helen y Madeleine Abercromby, las medio hermanas solteras de Eliza, se mudaron con los Wainewright. Helen falleció diez meses más tarde: solamente tenía 20 años de edad.

## Criminal
Debido a sus hábitos extravagantes, que lo hacían algo así como un dandi, los asuntos financieros de Wainewright estuvieron muy comprometidos. En 1830, aseguró la vida de su cuñada, Helen Abercrombie, con diversas compañías por un monto de £18.000 libras y, cuando murió en diciembre del mismo año, el pago fue rechazado debido a una tergiversación. Wainewright se retiró a Boloña en plena Monarquía de Julio francesa. Allí fue aprehendido por las autoridades como sospechoso y fue encarcelado por seis meses. Tenía en su posesión una cantidad de estricnina y se sospechó que había envenenado no solo a su cuñada, sino a su tío, su suegra y a un amigo de Norfolk, aunque estos cargos nunca fueron probados.
Regresó a Londres en 1837, pero fue nuevamente arrestado por un cargo de falsificación de trece años de antigüedad y por una transferencia de acciones. Parecería que las autoridades utilizaron el caso de la falsificación insostenible para condenarlo de por vida por los asesinatos que no podían probar. Fue enviado a Hobart, Australia, a donde llegó el 21 de noviembre de 1837. Mientras estuvo en prisión se le preguntó por qué había envenenado a su cuñada Helen Abercrombie, a lo que replicó «Sí, fue una cosa terrible de hacer, pero tenía tobillos muy gruesos».

## Últimos años y legado
Durante sus diez años en la colonia presidiaria, Thomas disfrutó de cierta libertad. Pudo trabajar como artista y pintó retratos. Wainewright completó más de cien retratos en papel con lápiz y tinta durante sus años en Hobart. Estos sobrevivieron no solo en museos, sino también en colecciones privadas a lo largo de Australia, algunos de los cuales en manos de las familias de quienes posaron como modelos. Retrató a los círculos oficiales, profesionales y miembros de la élite, esposos, esposas e hijos, de Hobart. Muchos, en particular los de mujeres y niños, presentan un estilo romántico típico de la Regencia con los modelos posando lánguidamente. Muchos de estos retratos en Tasmania son de considerable importancia en la documentación de los personajes significativos de la historia de la colonia. En este período, completó un autorretrato.
Wainewright recibió un perdón condicional el 14 de noviembre de 1846 y falleció de una apoplejía en el hospital de Hobart el 17 de agosto de 1847. Está sepultado en una tumba desconocida.
Los Essays and Criticisms de Wainewright fueron publicados en 1880, con un recuento de su vida escrito por W. Carew Hazlitt. La historia de sus crímenes inspiraron a Charles Dickens la historia de Hunted Down (publicada en 1859) y a Edward Bulwer-Lytton su novela Lucretia (1846). Su personalidad, como artista y envenenador, interesó a escritores posteriores, en especial, a Oscar Wilde en Pen, Pencil and Poison (Fortnightly Review, enero de 1889) y a A. G. Allen en Twelve Bad Men (1894).
Wainewright ha sido objeto de tres estudios biográficos: Janus Wethercock por Jonathan Curling (Thomas Nelson and Sons, Londres, 1938); Wainewright in Tasmania por Robert Crossland (OUP, Melbourne, 1954) y la biografía creativa de Andrew Motion, Wainewright the Poisoner (2000). Es probable, como ha sugerido Havelock Ellis, que Wainewright no fuera normal después de un período hipocondríaco de su vida cuando estuvo al borde de la locura si no realmente demente.
Posiblemente, Arthur Conan Doyle menciona a Wainewright en la historia El cliente ilustre, aunque deletrea su nombre sin la "e".